# 名古屋市立大森北小学校
名古屋市立大森北小学校（なごやしりつ おおもりきたしょうがっこう）は、愛知県名古屋市守山区御膳洞にある市立小学校。

## 沿革
- 1985年（昭和60年）4月1日 - 名古屋市立大森小学校から分離し、開校。
- 1987年 (昭和62年） - 隣接地に学校公園として、雨池公園開園[2]。
- 1991年（平成3年） - コンピュータ室完成 。
- 1993年（平成5年） - 生活科室完成。
- 1997年（平成9年） - 名古屋世界都市景観会議にて学校公園紹介。
- 2001年（平成13年） - トワイライトスクール開設。
- 2003年（平成15年） - 防犯カメラ設置。
- 2008年（平成20年） - AED（自動体外式除細動器）設置。
- 2010年（平成22年） - LAN設置工事。
- 2012年（平成24年） - 運動場改修工事。

## 教育目標
人間性豊かで、自立して生き抜く大森北の子
- 人の気持ちを大切にする子
- 心身ともにたくましい子
- すすんで学習できる子

## 学区
- 大森5丁目、大森北1丁目、大森北2丁目、大森八龍1丁目、大森八龍2丁目、御膳洞、弁天が丘、八剣1丁目、八剣2丁目[3]

## アクセス
- 名鉄瀬戸線 大森・金城学院前駅下車、徒歩で約15分。